# Баккер, Энгберт
Энгберт Баккер (нидерл. Engbert Bakker; 23 января 1900, Амстердам — неизвестно) — нидерландский футболист, игравший на позиции нападающего, выступал за амстердамский «Аякс».

## Спортивная карьера
В сентябре 1916 года в возрасте 16 лет вступил в футбольный клуб «Аякс». На тот момент он проживал с родителями в западной части Амстердама по адресу Лодевейк Трипстрат 1. В сезоне 1917/18 играл в нападении за пятую команду «Аякса», где также играли Руф Вюндеринк и Нико Рондай. В дальнейшем выступал за четвёртый и третий состав, а также принимал участие в легкоатлетических соревнованиях по бегу.
В первой команде дебютировал 24 июня 1922 года в товарищеском матче с немецким «Айнтрахтом» — в гостях амстердамцы сыграли вничью 1:1. 2 сентября появился в стартовом составе на игру с австрийским «Фёрстом», заменив Тео Брокманна на позиции центрального нападающего. Во втором тайме при счёте 0:2 в пользу гостей Баккер забил гол, но в конце матча австрийцы забили третий мяч и довели встречу до победы — 1:3. Единственную игру в чемпионате Нидерландов провёл 1 октября против ДФК. У него было несколько моментов отличиться, но он их не реализовал. Домашняя встреча на стадионе «Хет Хаутен» завершилась поражением его команды со счётом 0:2. За резервные команды выступал ещё на протяжении двух сезонов, а в 1924 году покинул клуб. Позже был членом клуба «Крайслер Бойс», который выступал в чемпионате Амстердама. В сентябре 1934 года подавал запрос на возвращение в «Аякс».

## Личная жизнь
Отец — Ян Баккер, был родом из Остстеллингверфа, мать — Мария Бурс, родилась в Меппеле. Родители поженились в августе 1895 года — на момент женитьбы отец работал почтальоном. В их семье воспитывалось ещё трое детей: дочь Гезина Вилхелмина, сыновья Виллем и Ян.
Работал офисным служащим. Женился в возрасте тридцати двух лет — его супругой стала 22-летняя Вилхелмина Эстее, уроженка Амстердама. Их брак был зарегистрирован 6 октября 1932 года в Амстердаме. В браке родилось двое детей: дочь Мария и сын Франк Энгберт.
С января 1989 года проживал с супругой в доме престарелых в Зейсте.